# Mejorana (canto)
La mejorana o socavón es un género poético-musical autóctono de Panamá. Esta manifestación consiste en versos cantados en décimas con el acompañamiento musical de la guitarra mejoranera o del socavón, rabel o violín y excepcionalmente en la actualidad de la guáchara.
La mejorana corresponde a una familia de ritmos musicales y cantos, posiblemente de origen español y basados en la décima cantada, extendida por la cuenca del caribe hispano.  A esta familia también pertenecen el galerón oriental venezolano y colombiano, el joropo colombiano y venezolano, el punto cubano, la trova puertorriqueña y el son jarocho mexicano. Estas expresiones musicales se desarrollaron durante la Colonia con influencias de la música barroca y el comercio interoceánico.
Cada temática de los versos va acompañada de sus respectivos torrentes (aires musicales), de los cuales los poetas se valen para acompañar melódica y rítmicamente sus composiciones e improvisaciones, las cuales se canta principalmente en las "cantaderas", eventos que se llevan a cabo en los "jardines" o "jorones".
Es la forma en que el hombre campesino expresa sus cuitas o su saber en forma de poesía, generalmente cantada, es un estilo poético muy popular en América Latina desde el siglo XVI.
En Panamá, la mejorana generalmente está compuesta de diez versos, cada uno con ocho sílabas, con rima en la siguiente forma: A-B-B-A-A-C-C-D-D-C. Una de las maneras en que se escribe la décima en Panamá es empezando con cuatro versos con rima X-Y-Y-X. A esto le siguen cuatro grupos de diez versos cada uno. El último verso de cada uno de estos grupos de diez es uno de los versos del primer grupo de cuatro. A este género se le conoce con el nombre de "redondilla".

## Usos del término
El término mejorana, además de referirse al canto, puede ser utilizado indistintamente para las siguientes manifestaciones:

### Mejoranera
La mejorana o mejoranera es un instrumento musical de cuerda muy popular en Panamá. Es usado en el folclore panameño.

### Bailes de mejorana
Conjunto de bailes realizados siguiendo la música producida por la mejoranera.

## Origen
La décima tiene como fuente principal a España, lugar donde nació este estilo poético durante los siglos XV y XVI, la misma tiene antecedentes latinos, árabes, galaico-portugueses y provenzales, aunque no se sabe a ciencia cierta en que periodo de la  época colonial llegó este estilo poético al Istmo de Panamá, se puede afirmar que es una costumbre bastante antigua arraigada en el campesino del interior del país, pasada de generación en generación de forma oral. Como en el resto de Latinoamérica este estilo poético ha traspasado el papel y ha llegado a ser interpretado en forma de canción, contando la panameña con la particularidad de utilizar dos de clases de guitarras autóctonas denominadas mejorana, la de cinco cuerdas; y socavón la de cuatro cuerdas. 
Respecto al canto, la mejorana implementa la emisión vocal o gutural de faena campesina denominado saloma.
Una observación que ya puede adelantarse es la de que la distribución geográfica de la décima no es homogénea, cosa fácil de prever, puesto que no lo es ni la densidad de la población, ni la naturaleza étnica de la misma. Por las referencias que se tienen del Darién, Bocas del Toro y Colón, que en esas provincias no se conoce la tradición de componer y cantar décimas. En Chiriquí existe, pero circunscrita a ciertos sectores de población; abunda un poco más en Veraguas y Coclé, pero también delimitada a regiones y a grupos particulares. Sólo en las provincias de Los Santos y Herrera puede decirse se enseñorea el cultivo de la décima sobre toda la superficie y sobre toda la población, desde los centros más urbanizados hasta las aldeas más dispersas. Esto da como conclusión que sólo los grupos de población en donde predomina fuertemente el elemento hispánico, o por lo menos su influencia espiritual, se hallan identificados con el amor a la décima.

## Formación instrumental

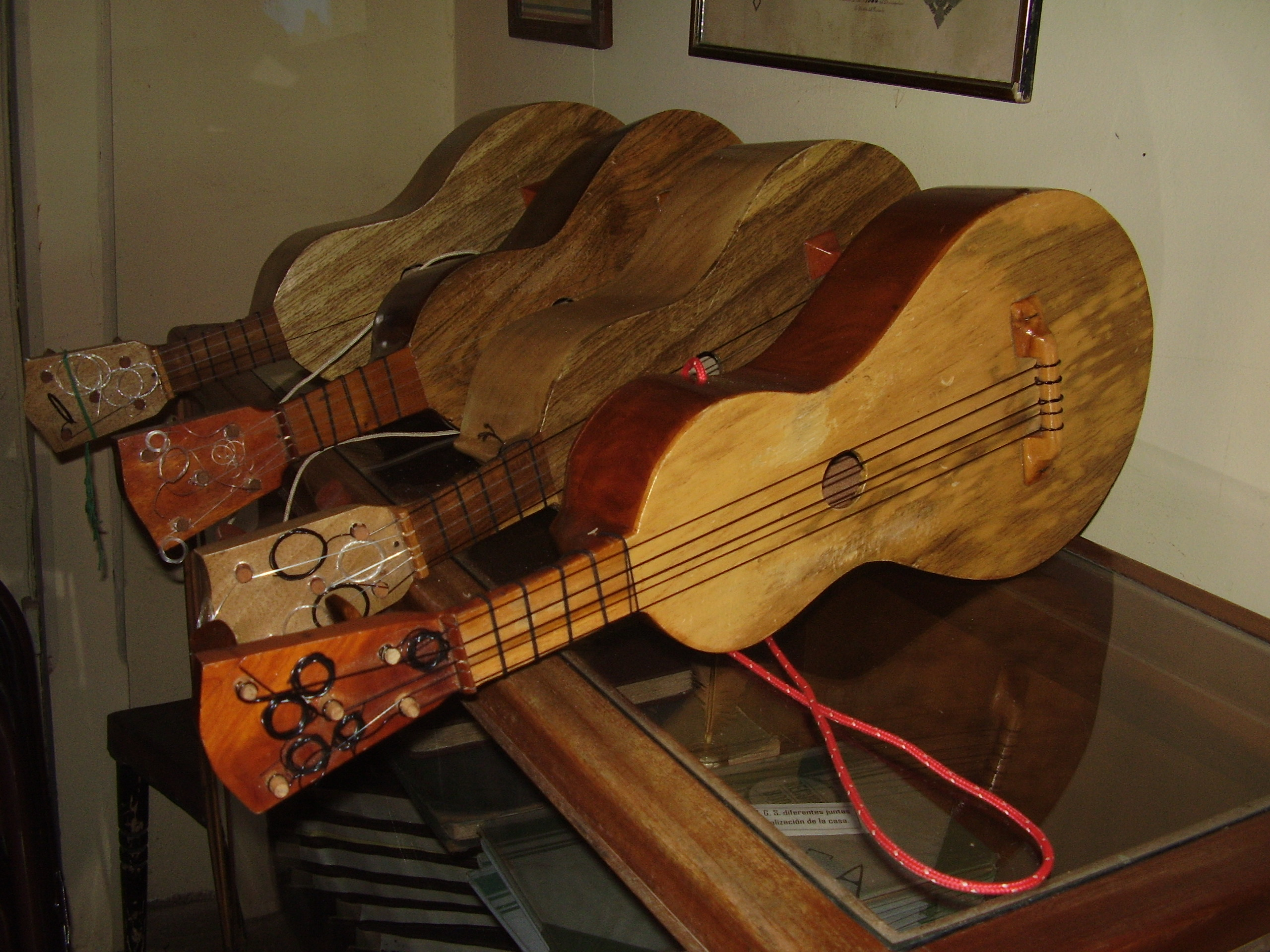
Mejoranas de Manuel F. Zarate

En las cantaderas en la actualidad, se utilizan diversos instrumentos de cuerda entre los que destaca la guitarra española. También en algunas ocasiones se utiliza el violín como acompañante con el fin de brindar al público un evento más dinámico y vistoso.
La mejoranera, socavón, rabel y la guáchara eran los instrumentos primitivos utilizados para acompañar el canto de la décima, pero a medida que las cantaderas fueron evolucionando estos instrumentos fueron dejados atrás.

### Mejorana
Conocida también como mejoranera o bocona.
La tapa y el fondo de la caja “resonadora” son planos y paralelos. El portacuerdas, mango o cuello es tan corto que casi parece ser hecho a la medida de la mano. El cuerpo resonador tiene forma de ocho alargado. Esta guitarra mide de 55 a 60 cm de largo. Existen dos variedades determinadas por el cordaje y la afinación; la “mejorana”, de cinco y la bocona, de cuatro cuerdas.

### Rabel o violín criollo
Descendiente de su antepasado árabe rabeb, que conserva, como el rabel pastoril de España, sus tres cuerdas y la función de intérprete de la melodía. La tapa suele fabricarse de balsa y todo el resto del instrumento de árbol de cedro o de jamaico. Para fabricar el arco, al cual se le da forma curva y tendida análoga se usa el matillo. Las cuerdas salen de la crín del caballo. 

### Guitarra española
Instrumento musical de uso universal, debido a que tiene múltiples usos de tradición en la música del folclor panameño, comúnmente acompaña al violín en reemplazo de la mejorana.

## Modalidades temáticas
Este conjunto de modalidades temáticas, es una clasificación científica creada por el folclorista panameño, Manuel Zárate, sobre la base de sus observaciones del contenido de las décimas cantadas por los campesinos panameños.
- A lo divino: Comprende este grupo todo el decimero que tiene como tema o motivos los asuntos de orden religioso y los referentes a la historia sagrada. Entre los primeros se encuentran cantos y verdaderas oraciones, alabanzas o loas a Dios y a Jesús, a la Virgen y a los santos. Los que se nutren de la historia sagrada versan muy particularmente sobre la vida y más que todo, sobre la pasión del Salvador y las penas o dolores de la Virgen María. Abundan dentro del mismo género las composiciones que hacen fantásticos inventarios de las reliquias, amuletos y prendas sagradas que dice poseer el cantor. Que a veces la piedad manifiesta en tales décimas no sea tanta como la vanidad, no quita méritos a estas creaciones.

- De argumento: Es éste un género de décimas cuyos temas y contenidos expresan “saber”, ya sea éste adquirido por trasmisión o producto de la reflexión propia. En el saber adquirido figuran los conocimientos que dan la geografía, las ciencias naturales, las matemáticas, la gramática, la historia, la medicina y numerosas artes prácticas. El saber producto de la propia reflexión y experiencias del poeta, incurre de lleno en lo que es la crítica social y política, en la moral, y en suma, recoge todos los aspectos de la filosofía popular. Indicaremos más adelante los procedimientos mediante los cuales adquieren los poetas sus conocimientos por trasmisión.

- Chistoso: Los cantantes y compositores reúnen bajo este rubro, todas las décimas que cultivan “la chistería”, como ellos dicen. Como bien puede sospecharse, se trata en ellas de motivos jocosos o picarescos y la principal intención de ellas es hacer reír. Sin embargo, contienen esas décimas las variantes y elementos más inesperados, como veremos al hacer la disección de ellas.

- DE AMORES: Inspiran o dan vida a las décimas de este grupo los motivos que nacen de la pasión amorosa y peripecias anejas, las reflexiones que el amor y sus vaivenes sugieren, las andanzas que conducen al despertar, curso y fin de la experiencia amorosa. Como se verá, es este grupo de lo más variado y extenso, como corresponde al vital motivo que lo alimenta. Esta sencilla clasificación, lo repetimos, es la que el pueblo amante de esta poesía ha elaborado sin premeditación alguna. Nosotros la consideramos acertada y propia para enmarcar un estudio analítico folklórico, ya que este ha de incluir también cualquier esfuerzo intelectual relacionado con las mismas creaciones.

- Controversia: Es la modalidad favorita del público, conocida popularmente como el "mano a mano", esta temática es dejada para el final de la noche de cantadera, consiste en un encuentro entre dos o más cantantes de décimas para probar la superioridad improvisadora de uno frente al otro, generalmente los poetas toman como recursos para sus versos defectos físicos, gestuales entre otros temas para desprestigiar a su contendor con su rima, convirtiéndose en una verdadera batalla poética.

## Torrentes
La mejorana es fruto de la cultura popular interiorana sin embargo existen ciertos patrones, usos y costumbres invariables que deben seguirse. Estas normas tradicionales se ven reflejadas en los "torrentes", que en el argot popular interiorano, es el nombre como se denominan a los acompañamientos melódicos y rítmicos de la guitarra mejorana que se interpretan mientras se canta la décima. Estos torrentes generalmente reciben sus nombres dependiendo de la población del interior de donde provienen o de su autor.
Los torrentes son ejecutados según el contenido o temática de los versos que se vayan a cantar. Así es consignando en la obra “La décima y la Copla en Panamá”  de Manuel F. Zárate, en donde sobre la base de sus estudios de campo pudo notar dicha particularidad. Así mismo se encuentra reglamentado en la tradición oral en la mejorana "Cómo se canta la Mejorana" de autoría de Benjamín Domínguez.
Al respecto su utilización sería de la siguiente manera:
- Décimas con temas amorosos y religiosos: se cantan generalmente en el torrente “Gallino”, desarrollándose en un tono menor , con inflexiones suaves y con tiempo lento.
- Décimas con temas tétricos o dolorosos: Se canta mayoritariamente con el torrente “Llanto” o “Lamento”, el cual  denota tristeza o lamentación.
- Décimas de saber y argumento: Se canta con el torrente “mesano”, con notas graves y una melodía en tiempo moderado, porque facilita la dicción y la demostración dogmática que pretende hacerle a sus espectadores.
- Décimas con motivos jocosos o picarescos: Se canta siempre con el torrente "zapatero" o con el “poncho” o con cualquier “socavón”, teniendo un aire festivo, bastante rápido.
- Controversias: Se canta reglamentariamente con el “gallino picao”, que es un torrente extremadamente rápido en donde el poeta popular tiene que destacarse en la improvisación presta para enfrentar su contrincante.

Al respecto Narciso Garay describe los torrentes de la mejorana de la siguiente manera: “el gallino” es una mejorana en modo menor. El “zapatero” comienza y termina en la tónica; y el “mesano” comienza y termina en la dominante o en la armonía de dominante. No hay mejorana vocal que no sea gallino, mesano o zapatero, sobre todo mesano, que es la forma más usual. A esto nos permitimos agregar nosotros que, del “mesano” se deriva una serie de modalidades, ya sea transportándolo a distintos tonos, ya variando los afinamientos, el ritmo y los tiempos. También partiendo del “zapatero” se tejen y destejen numerosas variaciones, usando determinados recursos. Todas esas modalidades reciben nombres específicos, por lo general indicativos de lugares en donde se han originado o de las personas que las han compuesto.
Existe un número plural de torrentes utilizados en las tardes de cantadera entre los que destacan:
- Mesano
- Gallino
- Zapatero
- Gallino Lamento
- Mesano Montijano
- Mesano Transportado
- Gallino América
- Gallino Zárate
- Gallino Chitré
- Gallino Picao
- Zapatero Toletón
- Zapatero Campesino
- Valdivieso
- Socabón Llanero
- Socabón de la Cruz
- Socabón Interiorano
- Son María
- Zeballo Montañero
- Pasitrote
- Llanto

Panamá al ser un país de tránsito y cosmopolita, ha incorporado a la tradición de la mejorana cantada, géneros musicales de otros países del Caribe, denominándolos también "torrente" acompañado del gentilicio del país del que conocieron la música.
Producto de estas incorporaciones se han concebido estas modalidades bajo las siguientes denominaciones:
- Guajiro cubano (refiriéndose a la guajira de aquel país)
- Jibarito puertorriqueño (refiriéndose al seis, género perteneciente a la música jíbara de aquel país)
- Joropo